# Paul Horn (architect)
Paul Horn (1879-1960) was een Duits-Frans architect.
Hij was een broer van André Horn en afkomstig uit Mulhouse. Samen met zijn broer begon hij in Straatsburg het architectenbureau 'Horn Frères'. Hij sprong handig in op de grote sanering van de binnenstad van Straatsburg in het begin van de twintigste eeuw en bouwde er verschillende grote appartementencomplexen, winkels en horecagelegenheden op strategische plaatsen. In de jaren '20 ontvingen de broers van de gemeente het gebouw de Aubette, aan de Place Kléber, in pacht om er een groot amusementscentrum in te richten. Zowel Paul als zijn broer André waren geïnteresseerd in kunst. Eén van hun uitgaansgelegenheden, hotel Hannong aan de Rue du 22-Novembre, was een ontmoetingsplaats voor Straatsburgse kunstenaars en ontwerpers. Vanuit deze interesse, en uit de behoefte van de Aubette een modern en vernieuwend uitgaanscentrum te maken, benaderden de broers in 1926 het echtpaar Hans en Sophie Arp en later Theo van Doesburg om de interieurs te ontwerpen. Van Doesburg zou uiteindelijk de leiding krijgen van dit project. Dat de indeling van de Aubette op het moment dat het drietal de opdracht aanneemt al grotendeels bepaald was, blijkt uit blauwdrukken, die Paul Horn tussen februari en augustus 1926 maakte. Ook had Horn toen al een ontwerp gemaakt van de Escalier, die de tussenverdieping met de eerste verdieping moest gaan verbinden: een klassieke trap met balusters, een traploper, lambrisering en een glas-in-loodraam met tierelantijnen.